# Лазарата
Лазара́та (греч. Λαζαράτα) — село на севере острова Лефкас в Греции. Административно относится к общине Лефкас в периферийной единице Лефкас в периферии Ионические острова. Расположено на высоте 40 м над уровнем моря, в 7 км к юго-западу от города Лефкас и 3 км северо-восточнее села Карья. Площадь 3,558 км². Население 526 человек по переписи 2011 года.
Посёлок находится в зоне сейсмологической активности и амплитуда подземных толчков колеблется от 3,9 до 7,8 баллов.

## Население
| Год  | Население, человек |
| ---- | ------------------ |
| 1991 | 423                |
| 2001 | 409                |
| 2011 | ↗ 526              |